# Karl Schmidt-Rottluff
Karl Schmidt-Rottluff (1 de diciembre de 1884 - 10 de agosto de 1976) fue un pintor e ilustrador expresionista alemán, miembro del grupo Die Brücke. 

## Biografía
Karl Schmidt nació en Rottluff, hoy un distrito de Chemnitz (Sajonia), y comenzó a llamarse a sí mismo Schmidt-Rottluff en 1905. 
Asistió a la escuela secundaria en Chemnitz, donde se hizo amigo de Erich Heckel. Se matriculó en arquitectura en la Sächsische Technische Hochschule de Dresde en 1905, siguiendo los pasos de Heckel, pero abandonó después de un semestre. Mientras estaba allí, Erich Heckel le presentó a Ernst Ludwig Kirchner y Fritz Bleyl. Todos compartían apasionadamente intereses artísticos similares y utilizaban la arquitectura como fachada para estudiar arte.
El 7 de junio de 1905, el grupo de artistas conocidos como Die Brücke («El Puente») fue creado por los estudiantes de arquitectura Schmidt-Rottluff, Ernst Ludwig Kirchner, Fritz Bleyl y Erich Heckel en Dresde. En noviembre de 1905 se celebró la primera exposición de Die Brücke en Leipzig. 
En 1906 pasó el verano en la isla de Alsen con Emil Nolde y su esposa, donde lo convenció para unirse a Die Brücke. Schmidt-Rottluff, conocido como el solitario del grupo, pasó los veranos en la costa de Dangast, cerca de Bremen, de 1907 a 1912.
De 1905 a 1911, durante la estancia del grupo en Dresde, Schmidt-Rottluff y sus compañeros siguieron un camino de desarrollo similar y estuvieron fuertemente influenciados por los estilos del Art Nouveau y el Neoimpresionismo. Las obras de Schmidt-Rottluff destacaron de las de sus pares por su equilibrio de composición y forma simple. Pasó 1910 pintando algunas de sus obras de paisajes más conocidos que recibieron reconocimiento y fama. En diciembre de 1911, él y los demás miembros de Die Brücke se trasladaron de Dresde a Berlín.
El grupo se disolvió en 1913, en gran parte debido a un cambio sistémico en la dirección artística de cada miembro individual. Schmidt-Rottluff comenzó a adoptar colores más tenues y puso mayor énfasis en sus cuadros en el dibujo, que presentaba en líneas oscuras y contrastantes entre formas en lugar de yuxtaponer colores, como anteriormente había sido la norma. Alrededor de 1909 contribuyó decisivamente a revivir la xilografía como un medio apreciado y utilizable. De 1912 a 1920 adoptó un estilo mucho más angular en sus grabados en madera y experimentó con esculturas de madera tallada.
Schmidt-Rottluff sirvió como soldado en la Primera Guerra Mundial, en el Frente Oriental desde 1915 hasta 1918, pero estas experiencias nunca se reflejaron en gran medida en sus obras. Al final de la guerra se convirtió en miembro de la Arbeitsrat für Kunst de Berlín, que fue un movimiento socialista y antiacadémico de artistas alemanes durante la Revolución Alemana de 1918-19. El estilo angular y contrastante de Schmidt-Rottluff se volvió más colorido y relajado a principios de la década de 1920 y, a mediados de la década de 1920, comenzó a evolucionar hacia formas planas con contornos suaves. A través de este desarrollo, siguió comprometido con la pintura de paisaje en su conjunto.
Se casó con Emy Frisch en 1919. Junto con Rosa Schapire y Wilhelm Niemeyer diseñó la publicación expresionista Die Rote Erde y en 1920/21 la revista de arte Kündung.

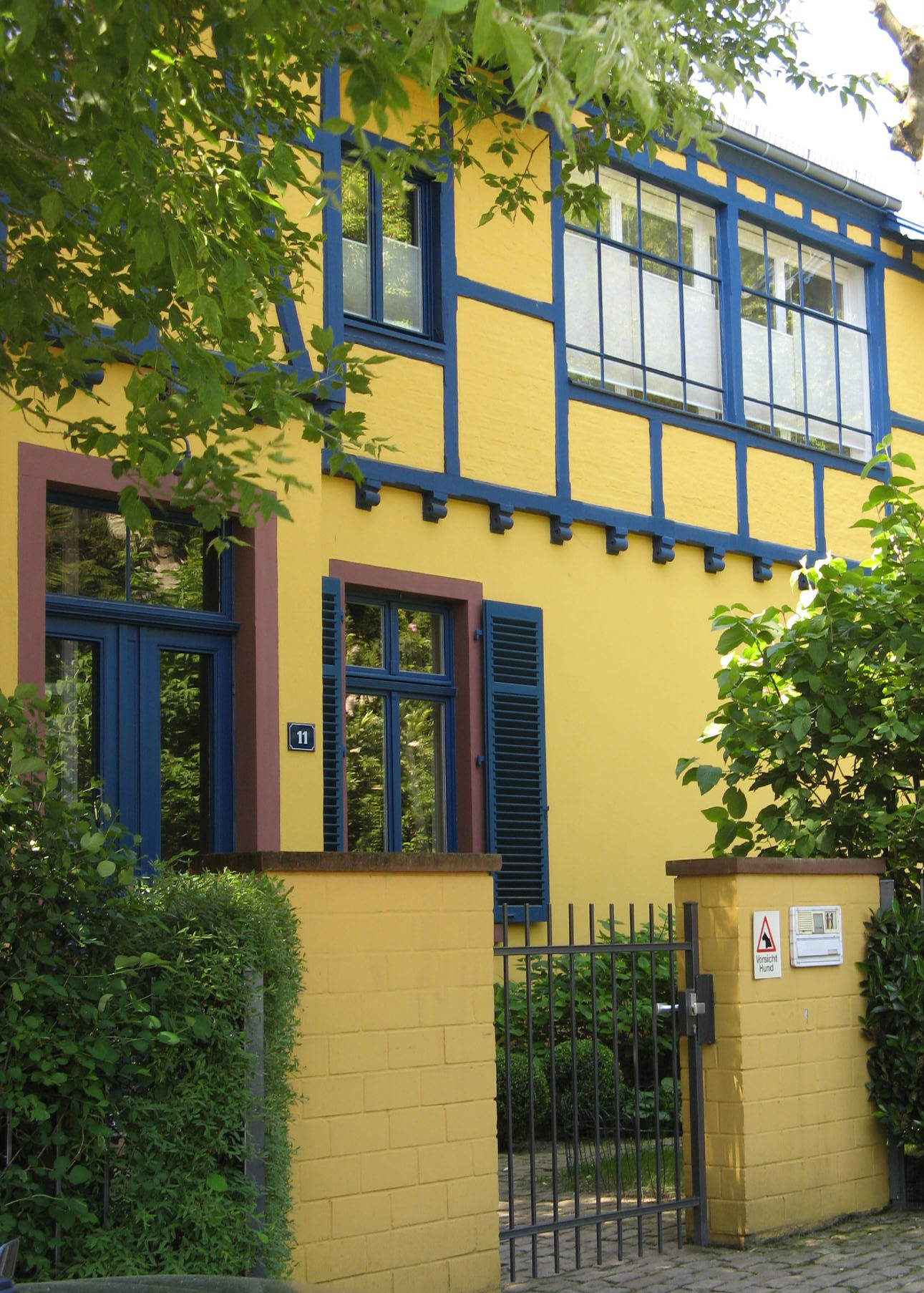
La Casa Azul de Hanna Bekker vom Rath, en la Kapellenstr, 11 en Hofheim am Taunus, la casa de vacaciones y trabajo de Schmidt-Rottluff desde 1932 hasta 1972

En 1931, Karl Schmidt-Rottluff fue nombrado miembro de la Academia de las Artes de Prusia, que Max von Schillings le obligó a abandonar sólo dos años más tarde. En 1932 se trasladó a Rumbke, en el lago Leba, en Pomerania Occidental.
Como miembro de la Asociación Alemana de Artistas desde 1927 (desde 1928 en la junta directiva y luego también miembro del jurado), Karl Schmidt Rottluff participó en la última exposición anual de la DKB en 1936 en la Asociación de Arte de Hamburgo. Se mostraron dos de sus pinturas al óleo: Arroyo nevado y Tarde junto al arroyo (1932; 91 × 124 cm).
En 1937, muchas de las obras de Schmidt-Rottluff (608 obras) fueron confiscadas de los museos alemanes como “arte degenerado” y algunas de ellas se exhibieron luego en la exposición “Arte degenerado”. Varias de sus obras fueron destruidas durante la quema de pinturas el 20 de marzo de 1939 en el patio del principal parque de bomberos de Berlín. En 1941 fue expulsado de la asociación profesional y se le prohibió pintar.
En septiembre de 1942, Schmidt-Rottluff fue huésped de Helmuth James Graf von Moltke en el castillo de Kreisau, Baja Silesia. Allí pintó, a pesar de la prohibición de pintar que le fue impuesta en 1941, numerosos paisajes, en particular la vista sobre el parque y las tierras cultivadas hacia el monte Zobten. Sólo unas pocas de estas acuarelas, que fueron regaladas a amigos, han sobrevivido; el resto fueron destruidas en 1945. De 1943 a 1946, Schmidt-Rottluff se retiró a Chemnitz. El apartamento y el estudio de Berlín fueron destruidos por los bombardeos.
En 1947 fue nombrado profesor de la Universidad de Bellas Artes de Berlín-Charlottenburg. Schmidt-Rottluff fue el segundo presidente de la junta directiva de la restablecida Asociación de Artistas Alemanes en 1950. Participó en sus exposiciones anuales cinco veces más entre 1951 y 1976. En 1955, Karl Schmidt-Rottluff participó en la Documenta 1 en Kassel.
En la RDA, las obras de Karl Schmidt-Rottluff, como las de otros expresionistas, se vieron atrapadas en el debate sobre el formalismo determinado por la ideología del realismo socialista de finales de los años cuarenta y en las décadas previas a 1980 sólo se realizaron unas pocas exposiciones en la RDA.
Después de retirarse de la Universidad de Bellas Artes en 1954, el artista permaneció frecuentemente en Hofheim am Taunus, el Lago Mayor y el mar Báltico.
Emy y Karl Schmidt-Rottluff murieron en Berlín Occidental con unos pocos meses de diferencia en 1975 y 1976.
Schmidt-Rottluff fue enterrado en el cementerio forestal de Dahlem en Berlín-Dahlem. El primer director del Museo del Brücke pronunció el panegírico.
La tumba es una de las tumbas honoríficas del estado de Berlín y se encuentra en la sección 10E-11/12.
Fue un prolífico ilustrador, con 300 grabados en madera, 105 litografías, 70 aguafuertes, y 78 láminas comerciales descritas en el catálogo razonado de Rosa Schapire.

## Colecciones
Las obras de Schmidt-Rottluff figuran en las colecciones de los siguientes museos: Museum of Modern Art, the Neue Galerie, the Los Angeles County Museum of Art, the High Museum of Art, the British Museum, the North Carolina Museum of Art, the Portland Art Museum, the Smart Museum of Art, the University of Michigan Museum of Art, the Cooper Hewitt, the Clark Art Institute, the McNay Art Museum, the Indianapolis Museum of Art, the Thyssen-Bornemisza National Museum, the Stadel Museum, the Brooklyn Museum, the Hammer Museum, the Detroit Institute of Arts, the Fine Arts Museums of San Francisco, the Saint Louis Art Museum, the Centre Pompidou, y the Muscarelle Museum of Art. El Museum am Theaterplatz en Chemnitz  tiene una amplia colección de obras de Schmidt-Rottluff.